# Sarathropezus
Sarathropezus is een kevergeslacht uit de familie van de boktorren (Cerambycidae). De wetenschappelijke naam van het geslacht werd voor het eerst geldig gepubliceerd in 1893 door Kolbe.

## Soorten
Sarathropezus omvat de volgende soorten:
- Sarathropezus conicipennis Kolbe, 1893
- Sarathropezus griseus Teocchi, Sudre & Jiroux, 2010